# ويليام فيرغسون (سياسي)
ويليام فيرغسون هو سياسي كندي، ولد في 8 مارس 1862.